# سی. رابرت کلر
کلود رابرت "باب" کلر (انگلیسی: Claude Robert "Bob" Kehler، زادهٔ ۷ آوریل ۱۹۵۲)؛ یک ارتشبد بازنشستهٔ نیروی هوایی ایالات متحده اهل آمریکا است. وی از ۲۸ ژانویه ۲۰۱۱ تا ۱۵ نوامبر ۲۰۱۳ با سمت فرمانده فرماندهی راهبردی ایالات متحده آمریکا مشغول به خدمت بود.

## تاریخ ترفیع نظامی
| نشان رسمی | درجه      | تاریخ         |
| --------- | --------- | ------------- |
|           | ارتشبد    | ۱۲ اکتبر ۲۰۰۷ |
|           | سپهبد     | ۱ ژوئن ۲۰۰۵   |
|           | سرتیپ     | ۱ اوت ۲۰۰۳    |
|           | سرتیپ دوم | ۱ ژوئیه ۲۰۰۰  |
|           | سرهنگ     | ۱ فوریه ۱۹۹۴  |
|           | سرهنگ دوم | ۱ ژوئن ۱۹۸۹   |
|           | سرگرد     | ۱ مه ۱۹۸۵     |
|           | سروان     | ۱۰ آوریل ۱۹۷۹ |
|           | ستوان یکم | ۱۰ آوریل ۱۹۷۷ |
|           | ستوان دوم | ۱۰ آوریل ۱۹۷۵ |

## جانشینی
| مناصب نظامی         | مناصب نظامی                                             | مناصب نظامی         |
| ------------------- | ------------------------------------------------------- | ------------------- |
| پیشین: کوین پی چلتن | فرمانده، فرماندهی راهبردی ایالات متحده آمریکا ۲۰۱۱–۲۰۱۳ | پسین: سیسیل د. هانی |